# Hypocopra ornithophila
Hypocopra ornithophila är en svampart som beskrevs av Speg. 1887. Hypocopra ornithophila ingår i släktet Hypocopra och familjen kolkärnsvampar.   Inga underarter finns listade i Catalogue of Life.